# Knotenkunde

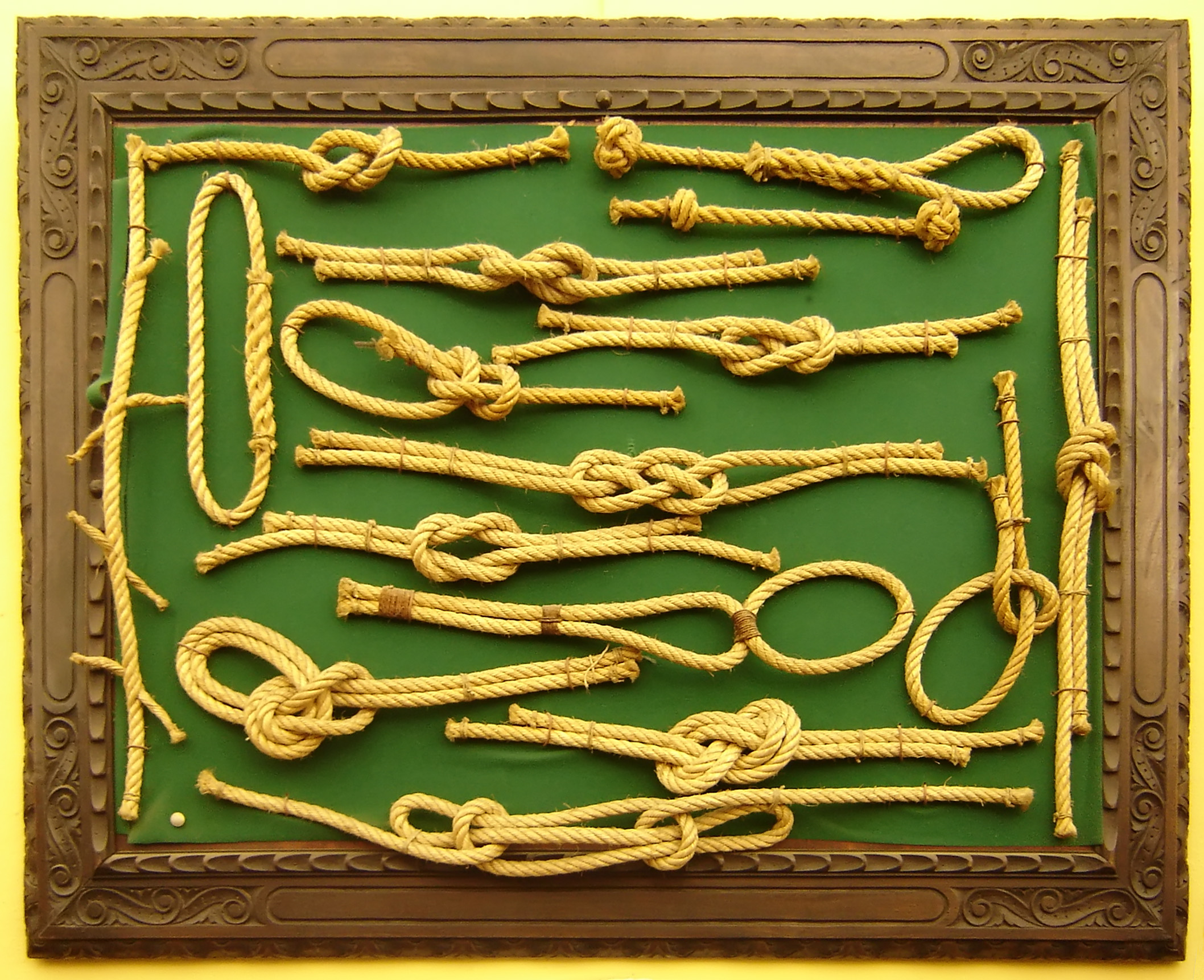
Verschiedene Knoten und Spleiße, Marinemuseum Sevilla, Spanien

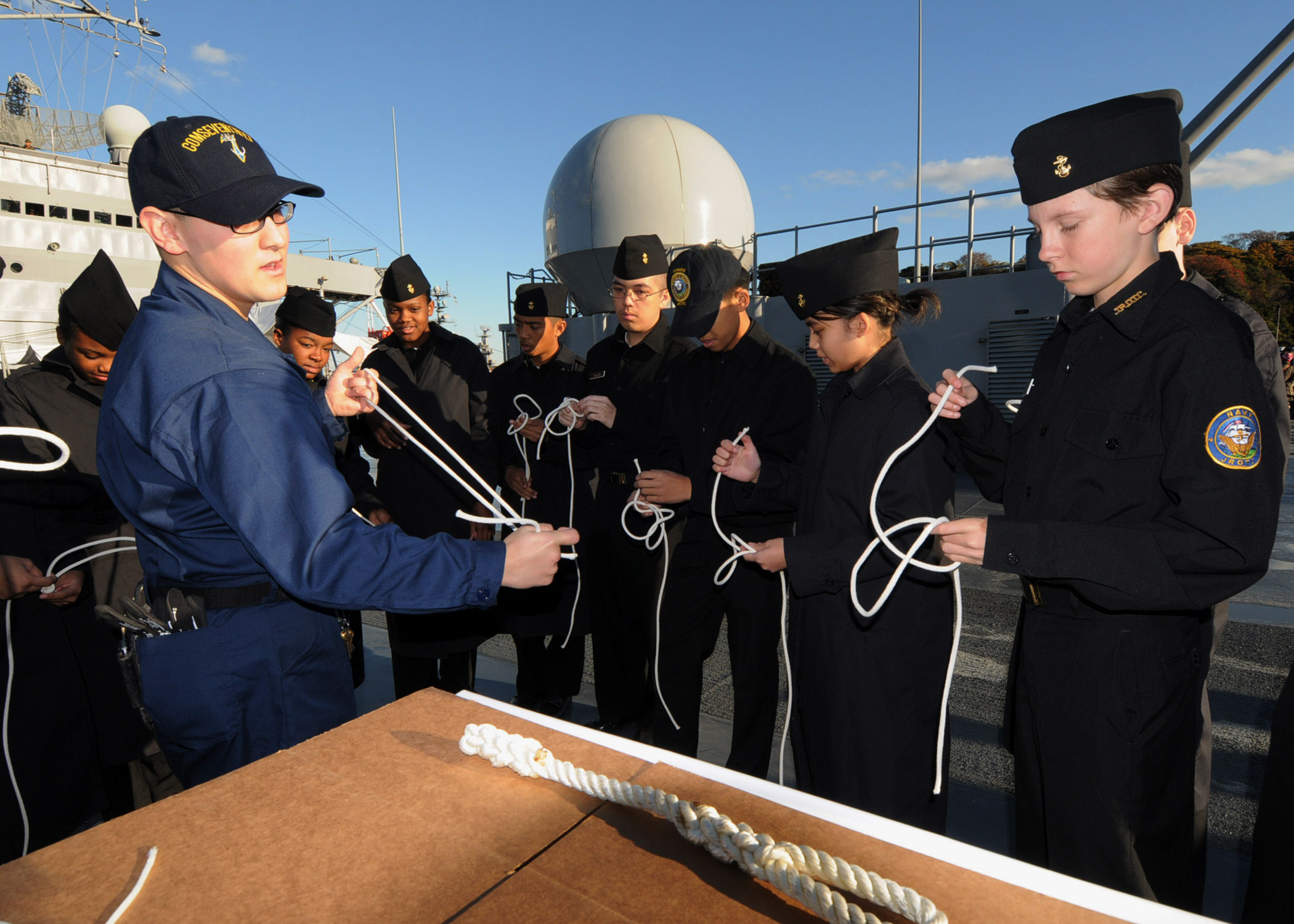
Kadetten lernen das Knüpfen von Knoten

Die Knotenkunde ist die Lehre von der Herstellung, Unterscheidung und Anwendung von Knoten.
Dagegen ist die Knotentheorie ein Teilgebiet der Mathematik und beschäftigt sich ausschließlich mit den Eigenschaften von mathematischen Knoten.

## Methodik
Knoten werden meist durch Vormachen-Nachmachen (Vier-Stufen-Methode) gelehrt und gelernt. Das verwendete Material wird dazu an der künftigen Anwendung ausgerichtet: Bergseile für Kletterer, Taue und Trossen für Seeleute, Rettungsmaterial für Rettungsdienste, gedrehte Seile zum Spleißen, Angelschnur für Angler, Kälberstrick für Landwirte, Schnüre und Bändsel für Makramee. Zuerst wird die konkrete Anwendung eines Knotens gezeigt. Dann wird die Knüpftechnik vorgemacht und erklärt. Beim Üben werden mögliche Fehler besprochen. Idealerweise wird in praxisnaher Situation und Anwendung geübt. Zum Vormachen, Erlernen und Üben sollten zwei mindestens 1 m lange verschieden farbige Seile benutzt werden, beispielsweise 10 mm starkes Seil oder dicke Reepschnüre verschiedener Stärke.
Alternativ stehen gute Lehrbücher mit einprägsamen Abbildungen zur Verfügung. Im Internet finden sich animierte Knoten und Filme, die den Ablauf der Handgriffe zeigen. Für viele Knoten gibt es auch eine Anzahl von Merksprüchen, die als Lernhilfe dienen können.

## Prüfung
Für Segel- und Motorboot-Führerscheine, für Feuerwehr-Leistungsprüfungen und bei der Kletterausbildung wird das Beherrschen von Knoten verlangt. Sinnvollerweise wird in der Prüfung der Knoten in der Anwendung geprüft, also beispielsweise der Webeleinenstek mit einem dicken Tau unter Zug zum Belegen auf dem Poller, oder der HMS-Knoten beim Klettern am Fels.
| Prüfungs-Knoten                   | Prüfungs-Knoten | Segeln | Segeln | Segeln | Klettern | Klettern | Klettern | Feuerwehr | Feuerwehr | Feuerwehr | THW |
| --------------------------------- | --------------- | ------ | ------ | ------ | -------- | -------- | -------- | --------- | --------- | --------- | --- |
| Prüfungs-Knoten                   | Prüfungs-Knoten | CH     | DE     | AT     | CH       | DE       | AT       | CH        | DE        | AT        | DE  |
| Palstek                           |                 | x      | x      | x      |          |          |          |           | x         | x         | x   |
| Schotstek                         |                 | x      | x      | x      |          |          |          | x         | x         | x         | x   |
| Webeleinenstek (Mastwurf)         |                 | x      | x      | x      |          | x        |          | x         | x         | x         | x   |
| Achtknoten                        |                 | x      | x      | x      |          |          |          |           | x         | x         | x   |
| Rundtörn mit zwei halben Schlägen |                 | x      | x      | x      |          |          |          |           |           |           | (x) |
| Kreuzknoten                       |                 | x      | x      | x      |          |          |          | x         | (x)       | x         | x   |
| Stopperstek                       |                 | x      | x      | x      |          |          |          |           |           |           |     |
| Belegen auf der Klampe            |                 | x      | x      | x      |          |          |          |           |           |           | (x) |
| Doppelter Schotstek               |                 | x      | x      | x      |          |          |          |           |           | x         | x   |
| Doppelter Palstek                 |                 | x      |        | x      | x        | x        | x        |           |           |           |     |
| Achterknoten                      |                 | x      | x      | x      | x        | x        | x        | x         | x         | x         | x   |
| HMS-Knoten                        |                 |        |        |        | x        | x        | x        | x         | x         | x         |     |
| Prusik                            |                 |        |        |        | x        | x        | x        |           |           |           |     |
| Sackstich                         |                 |        |        |        | x        | x        | x        |           |           |           | x   |
| Zimmermannsschlag                 |                 |        |        |        |          |          |          | x         | x         | x         | x   |

## Begriffe und Sprache
Die Seemannssprache verfügt über einen differenzierten Wortschatz der Knotenkunde:
auf SlipKnoten mit einer Bucht derart abgeschlossen, dass er sich bei Zug am Ende löst. Ein doppelt auf Slip gelegter Kreuzknoten ist eine Schleife.
Augeringförmige Grundform
BuchtU-förmige Grundform
Halber SchlagUmwicklung der festen Part mit der losen Part
PartTeil der Leine. In der Seefahrt heißt der unter Zug stehende Teil von der Last bis zum Knoten feste oder stehende Part. Der freie Teil hinter dem Knoten oder der Talje (Flaschenzug) heißt lose Part. Beim Knotenknüpfen spricht man auch vom festen und losen Ende.
Rundtörneine einfach um ein Objekt gelegter Törn mit zusätzlichem Törn.
Schlaufedurch einen Knoten, Spleiß oder Klemme befestigtes Auge
Schlingedurch einen Knoten gebildetes Auge, das sich zuzieht
Tampendas lose Ende der Leine oder auch eine etwa 80 cm lange Leine
Tauwerkje nach Durchmesser unterscheiden Seeleute von Faden bis Trosse
TörnIn der Knotenkunde spricht man von einem Törn, wenn man Tauwerk, um einen Gegenstand windet und sich das Tauwerk überkreuzt

## Knotennamen

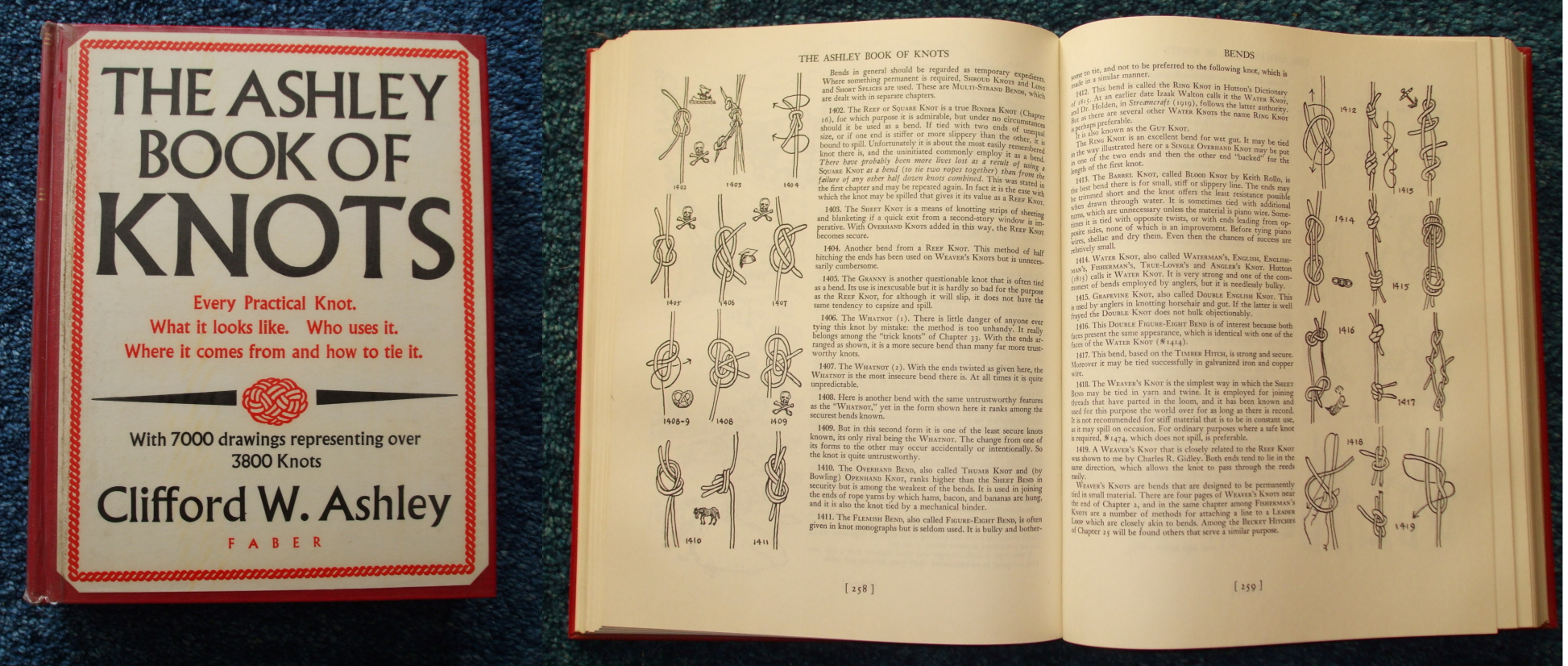
Ashleys Book of Knots

Es existiert keine allgemeine oder gar allgemeingültige Referenz zu Knotennamen.
Einer Nomenklatur am nächsten kommt das Ashley-Buch der Knoten. Obwohl Clifford Ashley in seinem Buch die umfangreichste Sammlung zusammengetragen und jede Zeichnung nummeriert hat, eignet sich das Buch jedoch nicht als Referenz für Knotennamen. Viele Knoten sind doppelt aufgeführt. Gleiche und ähnliche Zeichnungen sind mehrfach vorhanden, sind aber unter verschiedenen Nummern, oft auch unter verschiedenen Namen gelistet. Auch sind viele Namen mehrfach vorhanden, zeigen aber einen anderen Knoten, oder gleiche Knoten haben unterschiedliche Namen, je nach Anwendung. In der deutschen Ausgabe kommt hinzu, dass Übersetzungen der Knotennamen ebenfalls recht willkürlich und auch nicht einheitlich sind.
Es lässt sich feststellen, dass in jeder Nation, in jedem Sprachraum und in jedem Knotenanwendungsbereich gleiche Knoten für den gleichen Einsatzbereich unterschiedlich benannt werden. Dazu kommen noch sprachliche Verschleifungen, die in Unkenntnis der Sprache aus einem Knotennamen entstanden sind. Um diesem Durcheinander zu entgehen, definieren viele Organisationen intern für sich ihre Knoten – aber jede Organisation verwendet wiederum andere Begriffe für den gleichen Knoten. Beim Beschreiben eines Knotens kommt man meist nicht umhin, den Knoten zu zeigen, ihn vorzumachen oder abzubilden, um nicht über verschiedene Dinge zu sprechen.
Als Beispiel für die Namensproblematik soll hier der Palstek angeführt werden:
- Palstek: Bezeichnung in der Seefahrt
- Pfahlstich: Bezeichnung bei Feuerwehren
- Rettungsschlinge: Bezeichnung bei Pfadfindern
- Bull-Line-Knot: englische Bezeichnung für Bullenstander-Knoten
- Bowline: Verschleifung von Bull-Line
- Bolein: eingedeutschte Verschleifung von Bow-Line
- Bulin: eingedeutschte Verschleifung von Bull-Line, im Klettersport gebräuchlich
- Brustbund
- Einfacher Ankerstich (THW)

Dies führt leicht zu Verwirrung und Missverständnissen unter verschiedenen Anwendern.

## Seil- und Materialkunde
Zur Knotenkunde gehören auch Informationen über die verschiedenen Seil-Materialien: Kunstfasern wie Polyamide, Polyester, Polypropylen, Naturfasern wie Hanf, Sisal, Metall wie Stahl, Edelstahl und ihre Eigenschaften. Ein anderes Teilgebiet ist das Wissen über die verschiedenen Flecht-Arten für Seile. Seile können zum Beispiel geflochten, geschlagen oder gedreht sein. Die Seil-Herstellung und die besondere Verwendung der verschiedenen Typen sind ein eigenes Handwerk, ebenso wie die Kenntnis über die Aufbewahrung, die Pflege und die Alterung von Seilen.

## Sicherheitskunde
Für jeden Anwendungszweck gibt es besonders geeignete Knoten. Dabei unterscheiden sich Knoten für ähnliche Anwendungsbereiche oft in sicherheitsrelevanten Eigenschaften. Hierzu zählt insbesondere ihre sogenannte Knotenfestigkeit, mit der beschrieben wird, wie stark sie die Reißfestigkeit des verwendeten Seils herabsetzen.
Mit Seilen und Knoten werden oft hohe Kräfte gehandhabt. Damit sind Gefahren für Gesundheit und Leben verbunden. In der Knotenkunde wird deshalb auch informiert über Kennzeichnung und Lebenszyklus des Materials, Materialermüdung durch UV-Bestrahlung und Chemikalien, mechanische Beschädigung, sichere Verankerung, Selbstsicherung, Fremdsicherung usw.
Ebenso muss der Anwender wissen, dass Knoten je nach dem Material, in das sie geknotet werden, unterschiedliches Verhalten aufweisen können. Ein Knoten, in Naturfasertauwerk geknotet, kann sicher sein. Damit ist ein solcher Knoten aber nicht automatisch auch in Kunstfasertauwerk sicher; in glattem Material können manche Knoten sich eher lösen oder „laufen“.